# Lismore Island
Lismore Island är en ö i Storbritannien.   Den ligger i kommunen Argyll and Bute och riksdelen Skottland, i den nordvästra delen av landet, 600 km nordväst om huvudstaden London. Arean är 24,1 kvadratkilometer.
Terrängen på Lismore Island är platt. Öns högsta punkt är 121 meter över havet. Den sträcker sig 11,3 kilometer i nord-sydlig riktning, och 10,6 kilometer i öst-västlig riktning.